# فرنك بلجيكي
الفرنك البلجيكي (بالهولندية: Belgische frank) (بالفرنسية: Franc belge) (بالألمانية: Belgischer Franken)‏ كانت عملة مملكة بلجيكا من عام 1832 حتى عام 2002 عندما تم إحداث اليورو. استمرت الأوراق النقدية والعملات المعدنية في التداول لفترة انتقالية حتى 1 مارس 2002. وينقسم الفرنك إلى 100 سنتيم.

## تاريخ
أدى غزو فرنسا الثورية والنابليونية لمعظم أوروبا الغربية إلى تداول الفرنك الفرنسي على نطاق واسع. في الأراضي المنخفضة النمساوية (بلجيكا الحالية)، حلّ الفرنك محل الكروننتالر. تم استبدال هذا بدوره بالخولده الهولندي عندما تشكلت مملكة الأراضي المنخفضة المتحدة.
بعد الاستقلال عن مملكة هولندا، تبنت مملكة بلجيكا الجديدة عام 1832 فرنكًا خاصًا بها يعادل الفرنك الفرنسي، تلتها لوكسمبورغ عام 1848، وسويسرا عام 1850.
كان عمل دار السكة البلجيكية خلال أواخر القرن التاسع عشر مبتكرًا، وكانت بلجيكا أول دولة أدخلت عملات معدنية مصنوعة من نيكل نحاسي، في عام 1860.
في عام 1865، أنشأت بلجيكا وفرنسا وسويسرا وإيطاليا الاتحاد النقدي اللاتيني، (انضمت إليه اليونان في عام 1868)، بحيث يكون لكل منها وحدة عملة وطنية (فرنك، ليرة، دراخما) بقيمة 4.5 جرام من الفضة أو 290.322 ملغ من الذهب الخالص، قابلة للاستبدال بحرية بمعدل 1: 1.
في سبعينيات القرن التاسع عشر أصبحت قيمة الذهب هي المعيار الثابت، واستمر الوضع حتى عام 1914.[إخفاق التحقق]
في عام 1926، شهدت بلجيكا، وكذلك فرنسا، انخفاضًا في قيمة العملة وانهيارًا مفاجئًا للثقة، مما أدى إلى إدخال عملة ذهبية جديدة للمعاملات الدولية، البيلجا (Belga)، وانسحاب البلاد من الاتحاد النقدي. تم ربط البلجا بالجنيه الإسترليني بمعدل 35 بلجا (175 فرنكًا) = 1 باوند وبالتالي تم وضعها على غطاء ذهبي 1 بيلجا = 209.211 ملغ الذهب الخالص. استمر الاتحاد النقدي لبلجيكا ولوكسمبورج عام 1921، وشكل الأساس لاتحاد اقتصادي كامل في عام 1932.
بعد احتلال ألمانيا لبلجيكا في مايو 1940، تم تثبيت الفرنك بقيمة 0.1 مارك ألماني، وتم تخفيضه إلى 0.08 مارك في يوليو 1940. بعد التحرير في عام 1944، دخل الفرنك في نظام بريتون وودز، بسعر صرف أولي قدره 43.77 فرنك = الدولار الأمريكي المحدد في 5 أكتوبر. تم تغيير هذا إلى 43.8275 في عام 1946، ثم إلى 50 بعد انخفاض قيمة الجنيه البريطاني في سبتمبر 1949. تم تخفيض قيمة الفرنك البلجيكي مرة أخرى في عام 1982.
مثل 10 عملات أوروبية أخرى، لم يعد الفرنك البلجيكي / اللوكسمبورغي موجودًا في 1 يناير 1999، عندما أصبح ثابتًا عند 1 يورو = 40.3399 BEF / LUF، وبالتالي كان الفرنك يساوي 0.024789 يورو. فقدت عملات وأوراق الفرنك القديمة وضعها القانوني في 28 فبراير 2002.

### اللغة
على الرغم من اعتماد بلجيكا على ثلاث لغات رسمية، إلا أن العملات المعدنية البلجيكية عادةً ما يظهر فقط النص الهولندي الفرنسي والفلمنكي، وأحيانًا واحدة أو أخرى اعتمادًا على النوع أو الفترة الزمنية لتمثيل المنطقة التي من المفترض أن تمثلها العملة.
في البداية، كانت العملة باللغة الفرنسية فقط. منذ عام 1886، حملت بعض العملات البلجيكية أساطير هولندية. أظهرت بعض العملات المعدنية اللاحقة نقوشًا باللغتين. عندما ظهرت اللغتان على جانبي نفس وجه العملة، كان لا يزال إنتاج نسختين: واحدة بالهولندية إلى اليسار والفرنسية إلى اليمين، والأخرى بالترتيب البديل. أصبحت الأوراق النقدية ثنائية اللغة في عام 1887، وابتداءً من عام 1992، تم تقديم الأوراق النقدية بثلاث لغات، الفرنسية أو الهولندية على الوجه، والألمانية واللغة المتبقية على ظهرها.
تم إصدار بعض العملات التذكارية مع نقوش ألمانية.

### أسعار الصرف التاريخية
اختلفت قيمة الفرنك مقارنة بالدولار الأمريكي على مر السنين. بعد عام 1971، كان أدنى مستوى له في فبراير 1985، عندما كان يُساوي دولار واحد 66.31 فرنك. وكان أعلى مستوى له في يوليو 1980، عندما كان الدولار يُساوي 27.96 فرنك. بعد 1 يناير 1999، تم حساب الأسعار من سعر التحويل الثابت للفرنك إلى اليورو.
| 1971  | 1975  | 1980  | 1985  | 1990  | 1995  | 2000  | 2001, 12.01 |
| ----- | ----- | ----- | ----- | ----- | ----- | ----- | ----------- |
| 49.64 | 35.48 | 28.02 | 63.45 | 35.45 | 31.54 | 39.82 | 45.26       |

## العملات المعدنية

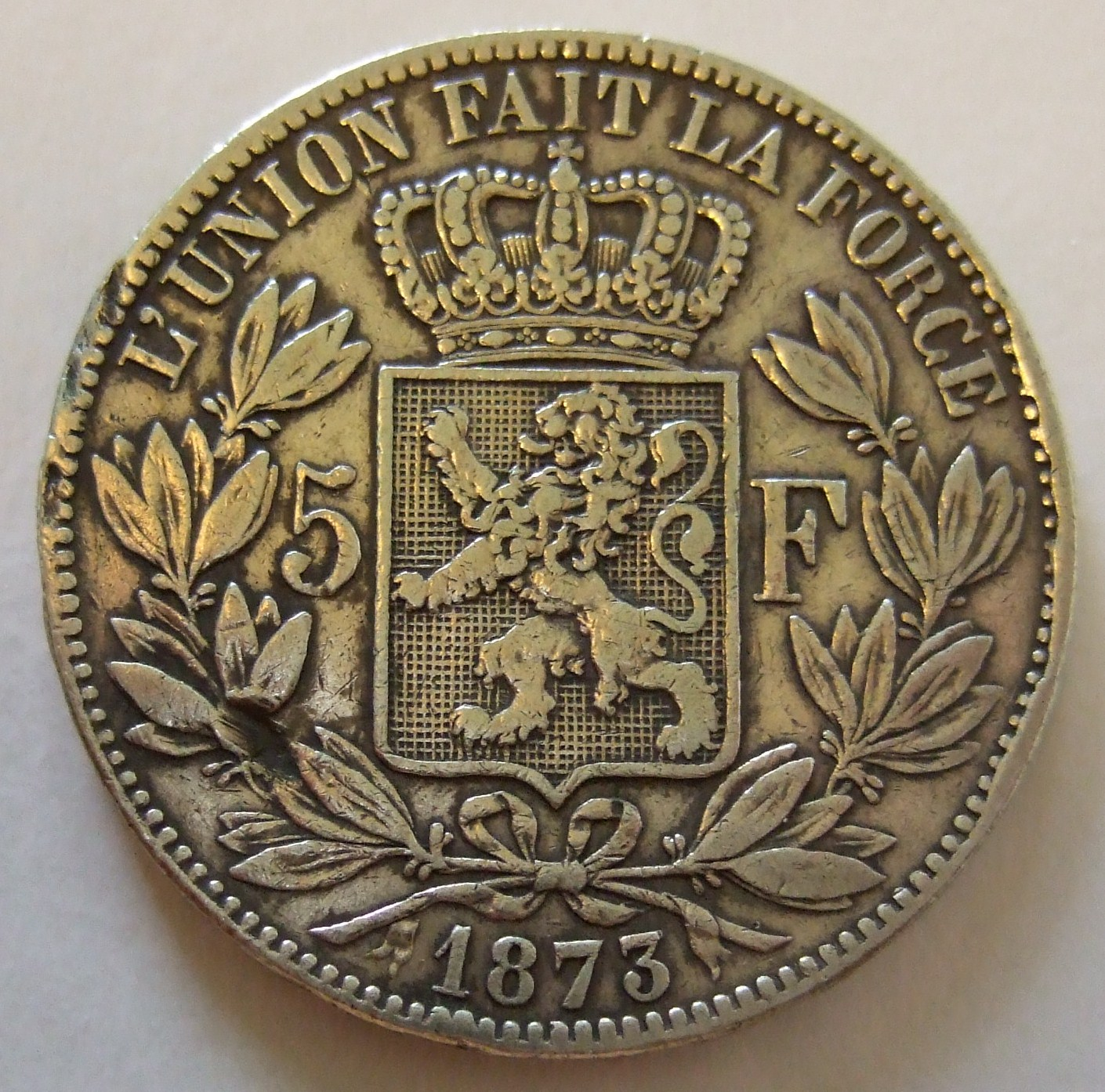
5 فرنكات (1873)

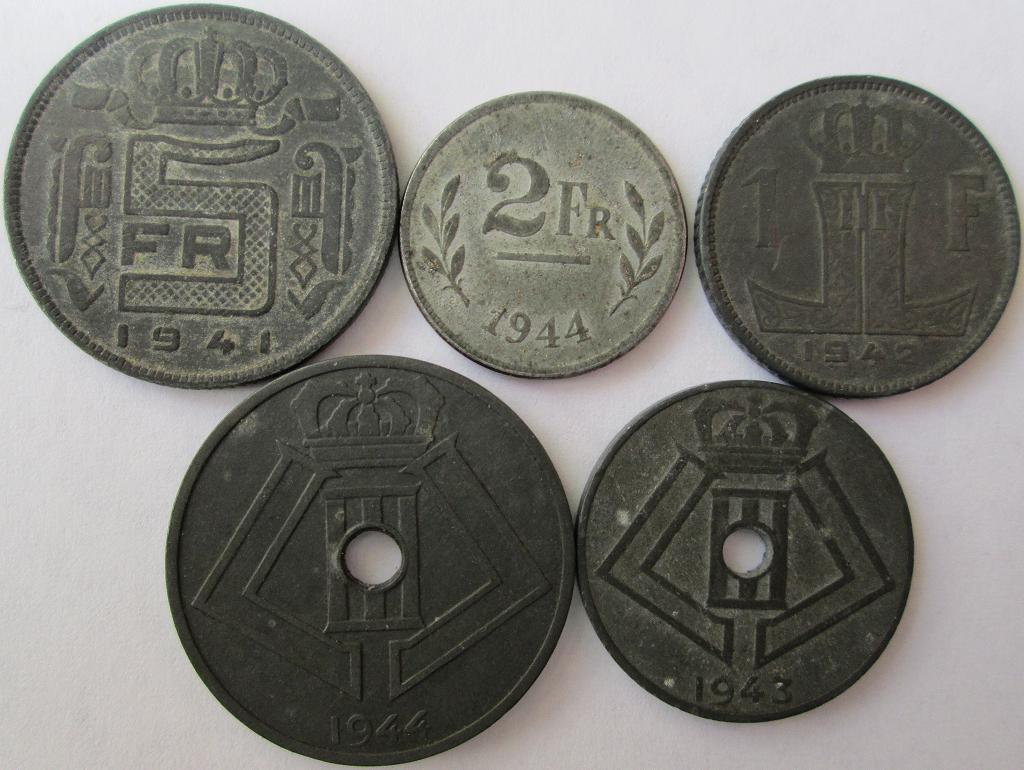
عملات الزنك البلجيكية المصنوعة خلال الحرب العالمية الثانية

نتيجة للاحتلال الألماني في عام 1940، توقفت العملة الفضية. في عام 1941، حل الزنك محل جميع المعادن الأخرى في فئة 5 و 10 و 25 سنتًا، و 1 و 5 فرنكات.
في عام 1948، اسُخدم النحاس والنيكل في فئة 5 فرنكات، والفضة في 50 و 100 فرنك، بعدها استخدمت الفضة في 20 فرنك سنة 1949، والنحاس والنيكل في 1 فرنك سنة 1950. تصور هذه العملات المعدنية شخصيات استعارية كلاسيكية.
سنة 1952، تم سك فئتي 20 و 50 سنتيماً من البرونز، يظهر فيها عامل منجم وفانوس. على الرغم من التواريخ المتنوعة على نطاق واسع، فقد تم إصدار هذه العملات المعدنية للتداول بعد بضع سنوات فقط كجزء من إصلاح أوسع للعملة. توقف إنتاج العملات الفضية بعد عام 1955.
تم إيقاف عملات الـ 25 سنتيم فيما بعد في عام 1975. تم تقديم فئة 10 فرنكات من النيكل التي تصور الملك بودوان في عام 1969 (استمرت حتى عام 1979 فقط)، بعدها فئة 20 فرنك من النيكل والبرونز في عام 1980، وفئة 50 فرنك من النيكل في عام 1987، وكلها - باستثناء عملة 10 فرنك - حلت محل الأوراق النقدية المقابلة. حل الألمنيوم والبرونز محل النحاس والنيكل في فئة 5 فرنكات في عام 1986، في حين حل الحديد المطلي بالنيكل محل النحاس والنيكل في فئة 1 فرنك في عام 1988، والذي تم أيضًا تقليل حجمه بشكل كبير. تزامنت هذه التغييرات مع التحديث التدريجي للعملة العامة، بينما تم سحب الإصدارات القديمة تدريجياً من التداول، على غرار ما حدث خلال سنوات ما بعد الحرب المبكرة. كانت التصاميم الجديدة أكثر قابلية للتمييز بالنسبة لآلات البيع وللمكفوفين. شهد عام 1994 إعادة تصميم لجميع الطوائف باستثناء الخمسين سنتيماً، بتصميم موحد يظهر الملك ألبير الثاني ليحل محل صورة بودوان. توقفت هذه السلسلة عن الإنتاج بعد عام 2000.
توقفت العملات المعدنية عن كونها قابلة للتحويل في عام 2004.
| العملات المتداولة | العملات المتداولة | العملات المتداولة | العملات المتداولة | العملات المتداولة | العملات المتداولة        | العملات المتداولة       | العملات المتداولة       | العملات المتداولة | العملات المتداولة |
| صورة              | القيمة            | € ما يعادل        | قطر الدائرة       | وزن               | تكوين                    | وجه العملة              | يعكس                    | ضُربت لأول مرة     | عفا عليها الزمن   |
| ----------------- | ----------------- | ----------------- | ----------------- | ----------------- | ------------------------ | ----------------------- | ----------------------- | ----------------- | ----------------- |
|                   | 25 centimes       | 0.62 cent         | 16 mm             | 2.00 g            | Cu : 75% Ni : 25%        | Crown and letter B      | Value                   | 1964              | 1980              |
|                   | 50 centimes       | 1.24 cent         | 19 mm             | 2.75 g            | Cu : 95% Sn : 3% Zn : 3% | A عامل مناجم and lamp   | Crown and value         | 1952              | 2002              |
|                   | 1 franc           | 2.48 cent         | 21 mm             | 4.00 g            | Cu : 75% Ni : 25%        | Ceres' head             | Crown, branch and value | 1950              | 1988              |
|                   | 1 franc           | 2.48 cent         | 18 mm             | 2.75 g            | Fe : 94% Ni : 6%         | بودوان الأول ملك بلجيكا | Crown and value         | 1988              | 2002              |
|                   | 1 franc           | 2.48 cent         | 18 mm             | 2.75 g            | Fe : 94% Ni : 6%         | King Albert II          | Value                   | 1994              | 2002              |
|                   | 5 francs          | 12.39 cent        | 24 mm             | 6.00 g            | Cu : 75% Ni : 25%        | Ceres' head             | Crown, branch and value | 1948              | 1988              |
|                   | 5 francs          | 12.39 cent        | 24 mm             | 5.50 g            | Cu : 92% Al : 6% Ni : 2% | King Baudouin           | Value                   | 1986              | 2002              |
|                   | 5 francs          | 12.39 cent        | 24 mm             | 5.50 g            | Cu : 92% Al : 6% Ni : 2% | ألبير الثاني ملك بلجيكا | Value                   | 1994              | 2002              |
|                   | 10 francs         | 24.79 cent        | 27 mm             | 8.00 g            | Ni : 100%                | King Baudouin           | شعار بلجيكا             | 1969              | 1985              |
|                   | 20 francs         | 49.58 cent        | 25.65 mm          | 8.50 g            | Cu : 92% Ni : 6% Al : 2% | King Baudouin           | Leaves and value        | 1980              | 2002              |
|                   | 20 francs         | 49.58 cent        | 25.65 mm          | 8.50 g            | Cu : 92% Ni : 6% Al : 2% | King Albert II          | Value                   | 1994              | 2002              |
|                   | 50 francs         | €1.24             | 22.75 mm          | 7.00 g            | Ni : 100%                | King Baudouin           | Value                   | 1987              | 2002              |
|                   | 50 francs         | €1.24             | 22.75 mm          | 7.00 g            | Ni : 100%                | King Albert II          | Value                   | 1994              | 2002              |

## الأوراق النقدية

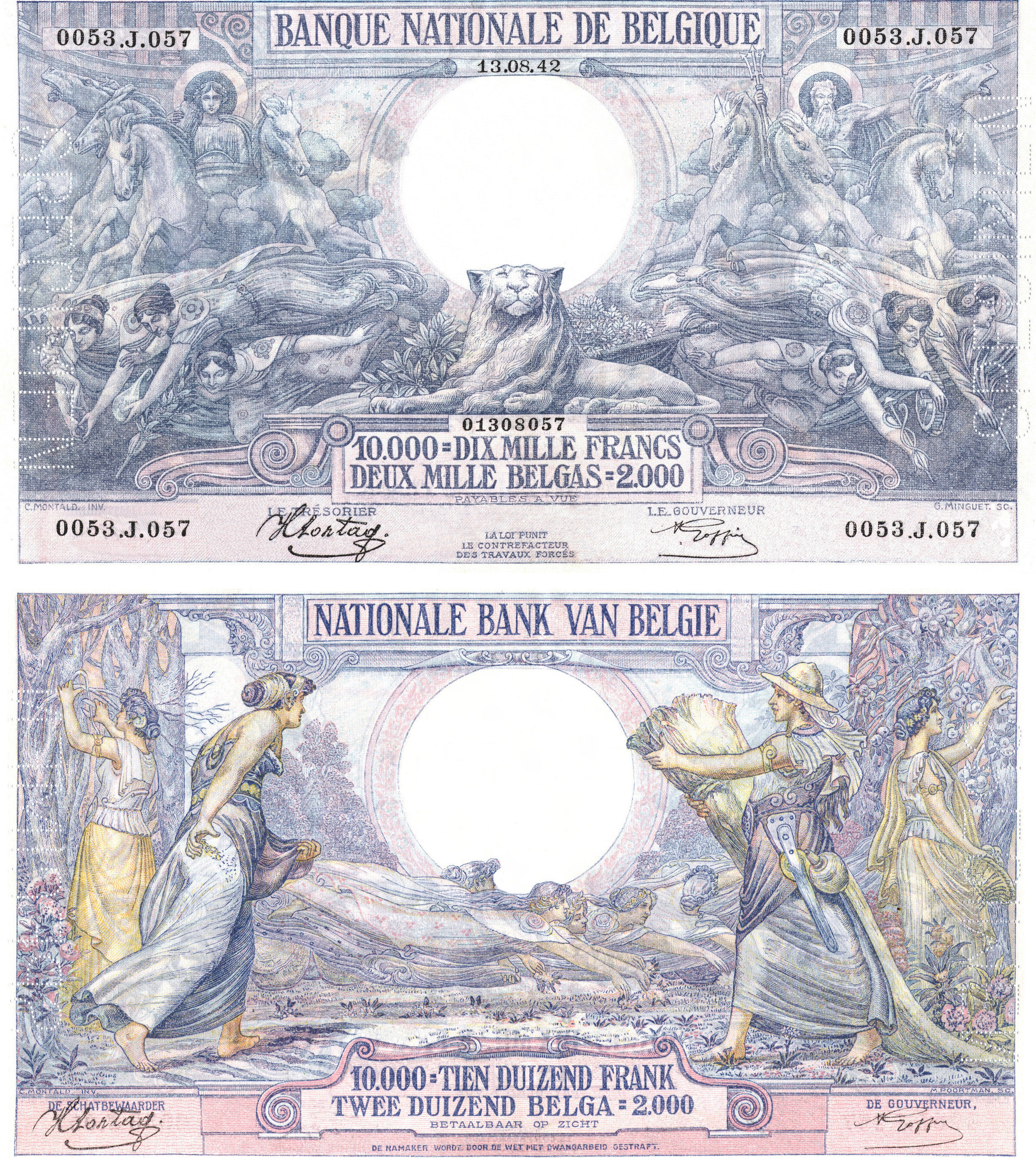
وجه (أعلى) وظهر الأوراق النقدية البلجيكية لعام 1929. يظهر عليها سيريس، والأسد البلجيكي ونيبتون

بين عامي 1835 و 1841، تم إصدار الأوراق النقدية من قبل شركة بروكسل التجارية (Société de commerce de Bruxelles)، وبنك ليغريل (Banque Legrelle)، والشركة العامة لتعزيز الصناعة الوطنية (Société générale pour favoriser l'industrie nationale)، وبنك بلجيكا (Banque de Belgique)، وبنك فلاندر (Banque de Flandre)، وبنك لياج (Banque liègeoise)، وبنك التوفير (Caisse d'épargnes)، وذلك في فئات 5 و 10 و 20 و 25 و 50 و 100 و 250 و 500 و 1000 فرنك.
في عام 1851، بدأ البنك الوطني البلجيكي بإصدار النقود الورقية بفئات 20 و 50 و 100 و 500 و 1000 فرنك. تم تقديم الأوراق النقدية فئة 1 و 2 و 5 فرنك في عام 1914. أصدرت الشركة العامة البلجيكية (Société générale de Belgique) نقودًا ورقية في المناطق المحتلة الألمانية بين عامي 1915 و 1918، بفئات 1 و 2 و 5 و 20 و 100 و 1000 فرنك.
استحوذت الخزانة على إنتاج فئة 5 و 20 فرنك في عام 1926. في عام 1927، تم تقديم الأوراق النقدية من قبل البنك الوطني، في فئات 50 و 100 و 500 و 1000 و 10000 فرنك.
في عام 1944، بعد التحرير، تم تقديم عملات ورقية جديدة (بتاريخ 1943 وطُبعت في المملكة المتحدة) من فئات 5 و 10 و 100 و 500 و 1000 فرنك. تم تقديم سندات الخزينة بقيمة 50 فرنكًا في عام 1948، تليها 20 فرنكًا في عام 1950، في حين واصل البنك الوطني إصدار 100 و 500 و 1000 فرنك. تم تقديم أوراق نقدية بقيمة 5000 فرنك في عام 1971، مع استبدال أوراق الخزانة من فئة 20 و 50 فرنكًا بعملات معدنية في عامي 1980 و 1987 على التوالي. تم تقديم أوراق نقدية بقيمة 10000 فرنك في عام 1992، وهو العام نفسه الذي توقف فيه إنتاج فئة 5000 فرنك. تم تقديم أوراق نقدية بقيمة 2000 فرنك في عام 1994 ، مع إصدار فئة 200 فرنك في عام 1997.
على عكس العملات المعدنية، يمكن تحويل الأوراق النقدية التي تمت إزالتها من التداول في عام 2002 (بالإضافة إلى جميع الأوراق النقدية الأخرى التي تحتوي على فئات لا تقل عن 100 فرنك من السلسلة السابقة الصادرة منذ عام 1944، وبعض الأوراق النقدية النادرة الصادرة قبل عام 1944) إلى اليورو في البنك الوطني البلجيكي لفترة غير محددة من الزمن.
الفئات التي سُحبت من التداول في عام 2002 كانت:
| 100 فرنك (2.48 يورو): جيمس إنسور | 200 فرنك (4.96 يورو): أدولف ساكس | 500 فرنك (12.39 يورو): رينيه ماغريت | 1000 فرنك (24.79 يورو): كونسطون بيرميك | 2000 فرنك (49.58 يورو): فيكتور هورتا | 10,000 فرنك (247.89 يورو): ألبير الثاني ملك بلجيكا والملكة باولا من بلجيكا |
| -------------------------------- | -------------------------------- | ----------------------------------- | -------------------------------------- | ------------------------------------ | -------------------------------------------------------------------------- |

| 20 فرنك (0.50 يورو): الملك بودوان | 50 فرنك (1.24 يورو): الملك بودوان وفابيولا دي مورا إي أراغون | 100 فرنك (2.48 يورو): لامبرت لومبارد | 500 فرنك (12.39 يورو): قسطنطين مونييه | 1000 فرنك (24.79 يورو): أندريه غريتري | 5000 فرنك (123.95 يورو): غيدو جيزيل | 10,000 فرنك (247.89 يورو): الملك بودوان وفابيولا دي مورا إي أراغون |
| --------------------------------- | ------------------------------------------------------------ | ------------------------------------ | ------------------------------------- | ------------------------------------- | ----------------------------------- | ------------------------------------------------------------------ |
|                                   |                                                              |                                      |                                       |                                       |                                     |                                                                    |

## استخدام فرنك لوكسمبورغ في بلجيكا
بين عامي 1944 و 2002، كانت فئة 1 فرنك لوكسمبورغ يساوي 1 فرنك بلجيكي. كان كل من الفرنكات عملة قانونية في البلدين. ومع ذلك، فإن أصحاب المتاجر في بلجيكا كانوا يرفضون الدفع بأوراق لوكسمبورغ، إما بسبب جهلهم بالأمر أو الخوف من أن يرفض عملاؤهم الآخرون الأوراق النقدية.[بحاجة لمصدر]

## روابط خارجية
- NBB.be, A brief history of Belgian banknotes and coins (NBB)
- NBB.be, Exchange of Belgian banknotes (NBB)
- NEWS.BBC.co.uk, Overview of Belgian franc from the بي بي سي
- Historical banknotes of Belgium باللغة الإنجليزية

| سبقه خولده هولندي 1815-1832 خولده هولندي 1815-1839 تالر بروسيا 1842-1848 | العملة البلجيكية 1832-1999 1839-1842 (لوكسمبورغ) 1848-1854 (لوكسمبورغ) | تبعه اليويو تالر بروسيا 1842-1848 فرنك لوكسمبورغي 1854-1999 |